# Oldham megye (Texas)
Oldham megye az Amerikai Egyesült Államokban, azon belül Texas államban található. Megyeszékhelye és legnagyobb városa Vega. Lakosainak száma 1758 fő (2020. április 1.). Oldham megye Hartley, Potter, Moore, Randall, Deaf Smith és Quay megyékkel határos.

## Népesség
A megye népességének változása:
| Lakosok száma | 2050 | 2077 | 2050 | 2102 | 2069 | 1758 |
|               | 2010 | 2011 | 2012 | 2013 | 2015 | 2020 |